# کونیوله
کونیوله (به ایتالیایی: Coniolo) یک کومونه در ایتالیا است که در استان آلساندریا واقع شده‌است.

## خصوصیات
کونیوله ۱۰٫۳۵ کیلومترمربع مساحت و ۴۴۴ نفر جمعیت دارد و ۲۵۲ متر بالاتر از سطح دریا واقع شده‌است.